# Ган-бай-Марінберг
Ган-бай-Марінберг (нім. Hahn bei Marienberg) — громада в Німеччині, розташована в землі Рейнланд-Пфальц. Входить до складу району Вестервальд. Складова частина об'єднання громад Бад-Марінберг (Вестервальд).
Площа — 2,20 км2. Населення становить 473 ос. (станом на 31 грудня 2020).